# رضا محمودی
رضا محمودی (انگلیسی: Reza Mahmoudi؛ زاده ۲۲ ژوئن ۱۹۷۹) یک بازیکن فوتبال اهل مازندران روستای عالم کلا است.